# Mijo Heferer
Mijo Heferer (Graz, 4. kolovoza 1825. - Zagreb, 13. svibnja 1887.), utemeljitelj radionice za gradnju orgulja Heferer. Radionica postoji i danas pod imenom Umjetnička radionica Heferer.

## Rođenje i školovanje
Micael (Mijo) Heferer rođen je u Grazu 4. kolovoza 1825., a umro je u Zagrebu 13. svibnja 1887. godine. Orguljarski zanat je izučio kod J. Krainza u Grazu. Usavršavao se kod J. Lojga u Beču, Justa u Linzu i L. Moosera u Salzburgu.

## Osnivanje radionice
Radionicu je utemeljio u Grazu, te je 1849. godine izgradio niz orgulja u Grazu i Štajerskoj. Čini se da je gradnja orgulja za crkvu u Rečici (kod Karlovca 1867. godine otvorila M. Hefereru put u Hrvatsku. U to vrijeme u Hrvatskoj djeluju četiri radionice: A. Šimenc u Zagrebu, I. petter i J. Papa ml. u Varaždinu te F. Fabing u Osijeku.

## Dolazak u Hrvatsku
Prilikom boravka u Hrvatskoj, Heferer je uvidio da je njegovo stručno znanje stečeno u Austriji veće i da u svojoj zanatskoj torbi nosi nova shvaćanja orguljarskog umijeća koja će hrvatski naručitelji moći i htjeti prihvatiti. Već godinu dana nakon gradnje orgulja u Rečici kod Karlovca (1868.) dolazi u Karlovac, a od 1870. se nastanjuje u Zagrebu. U svojim se procjenama nije prevario i za njegova života produkcija tvrtke bilježi značajan opus. Podaci tvrtke Heferer bilježe 122 opusa M. Heferera.

## Obilježja orgulja M. Heferera
Sve orgulje Michaela (Mije) Heferera imaju mehaničku svirnu i registarsku trakturu. Većina ih ima zračnice s kliznicama.

## Najznačajniji opusi
- Orgulje u Veleševcu su danas najstariji sačuvani instrument tvrtke Heferer. Izgrađen je 1874. prema principima gradnje orgulja u doba klasicizma. Sa svojih 12 registara na dva manuala i pedalu to je najstariji sačuvani instrument te veličine kojeg je sagradila neka domaća tvrtka u to doba.
- Orgulje u Gradecu izgrađene 1880. imaju klasicističku dispoziciju, a posebnost im daje ugrađeni registar Euphon 16' kojega je konstruirao M. Heferer. Orgulje imaju 15 registara raspoređenih na dva manuala i pedal.
- Orgulje u Mariji Bistrici izgrađene 1882. sa svojih 18 registara su najveće orgulje M. Heferera. 1997. godine te orgulje su pregrađene, uklonjen je stari sviraonik s pneumatskom registarskom trakturom i mehaničkom svirnom trakturom te je postavljen tromanualni elektronički insturment, s kojeg se svira i na uređenim ustrojima I. i II. manuala te pedalu, a ujedno i na svim ostalim digitalnim registrima.